# Miss USA 2013
Miss USA 2013, la sessantaduesima edizione del concorso di Miss USA, si è tenuta il 16 giugno 2013 presso il Planet Hollywood Resort and Casino di Las Vegas, nel Nevada. Il concorso ha visto la vittoria di Erin Brady, rappresentante del Connecticut, stato che non aveva mai vinto il concorso.

## Risultati

### Piazzamenti
| Piazzamento     | Concorrente |
| --------------- | --- |
| Miss USA 2013   | - Connecticut - Erin Brady |
| 2ª classificata | - Alabama - Mary Margaret McCord |
| 3ª classificata | - Illinois - Stacie Juris |
| 4ª classificata | - Utah - Marissa Powell |
| 5ª classificata | - Texas - Ali Nugent § |
| 6ª classificata | - Carolina del Sud - Megan Pinckney |
| Top 10          | - Louisiana - Kristen Girault - Nevada - Chelsea Caswell - Carolina del Nord - Ashley Love-Mills - Ohio - Kristin Smith                                                 |
| Top 15          | - Maryland - Kasey Staniszewski - Virginia Occidentale - Chelsea Welch - California - Mabelynn Capeluj - Pennsylvania - Jessica Billings ‡ - Massachusetts - Sarah Kidd |

‡ Ammessa nella Top 15 grazie ai voti ricevuti via Internet 

§ Ammessa nella Top 15 grazie ai voti ricevuti via Twitter

### Riconoscimenti speciali
| Riconoscimento    | Concorrente                 |
| ----------------- | --------------------------- |
| Miss Congeniality | - Oregon - Gabrielle Neilan |
| Miss Photogenic   | - Utah - Marissa Powell     |

## Concorrenti
- Alabama - Mary Margaret McCord
- Alaska - Melissa McKinney
- Arizona -  Rachel Massie
- Arkansas - Hannah Billingsley
- California - Mabelynn Capeluj
- Carolina del Nord - Ashley Love-Mills
- Carolina del Sud - Megan Pinckney
- Colorado - Amanda Wiley
- Connecticut - Erin Brady
- Dakota del Nord - Stephanie Erickson
- Dakota del Sud - Jessica Albers
- Delaware - Rachel Baiocco
- Distretto di Columbia - Jessica Frith
- Florida - Michelle Aguirre
- Georgia - Brittany Sharp
- Hawaii - Brianna Acosta
- Idaho - Marissa Wickland
- Illinois - Stacie Juris
- Indiana - Emily Hart
- Iowa - Richelle Orr
- Kansas - Staci Klinginsmith
- Kentucky - Allie Leggett
- Louisiana - Kristen Girault
- Maine - Ali Clair
- Maryland - Kasey Staniszewski
- Massachusetts - Sarah Kidd
- Michigan - Jaclyn Schultz
- Minnesota - Danielle Hooper
- Mississippi - Paromita Mitra
- Missouri - Ellie Holtman
- Montana - Kacie West
- Nebraska - Ellie Lorenzen
- Nevada - Chelsea Caswell
- New Hampshire - Amber Faucher
- New Jersey - Libell Duran
- New York - Joanne Nosuchinsky
- Nuovo Messico - Kathleen Danzer
- Ohio - Kristin Smith
- Oklahoma - Makenzie Muse
- Oregon - Gabrielle Neilan
- Pennsylvania - Jessica Billings
- Rhode Island - Brittany Stenovitch
- Tennessee - Brenna Mader
- Texas - Ali Nugent
- Utah - Marissa Powell
- Vermont - Sarah Westbrook
- Virginia - Shannon McAnally
- Virginia Occidentale - Chelsea Welch
- Washington - Cassandra Searles
- Wisconsin - Chrissy Zamora
- Wyoming - Courtney Gifford

## Giudici
Giudici della fase preliminare
- Andrea Calvaruso
- Fred Nelson
- Kristin Boehm
- Kristin Prowty
- Lynne Diamante
- Nick Light
- Rob Goldstone

Giudici della finale
- Bob Harper
- Betsey Johnson
- NeNe Leakes
- Wendie Malick
- Jessica Robertson
- Larry Fitzgerald
- Nikki Bella
- Mo Rocca
- Christina Millian

## Musiche di sottofondo
- Apertura: Don't Stop the Party di Pitbull featuring TJR, e #thatPower di will.i.am featuring Justin Bieber
- Sfilata in costume: Pom Poms, Neon e First Time dei Jonas Brothers (dal vivo)
- Sfilata in abito da sera: "Sweet Nothing (Extendend Version) di Calvin Harris featuring  Florence Welch
- Top 6 Final Look: Back to Love di Pauly D (dal vivo)